# 羽仁説子
羽仁 説子（はに せつこ、1903年4月2日 - 1987年7月10日）は、日本の教育評論家、社会運動家。息子は映画監督の羽仁進、娘は羽仁協子。

## 来歴

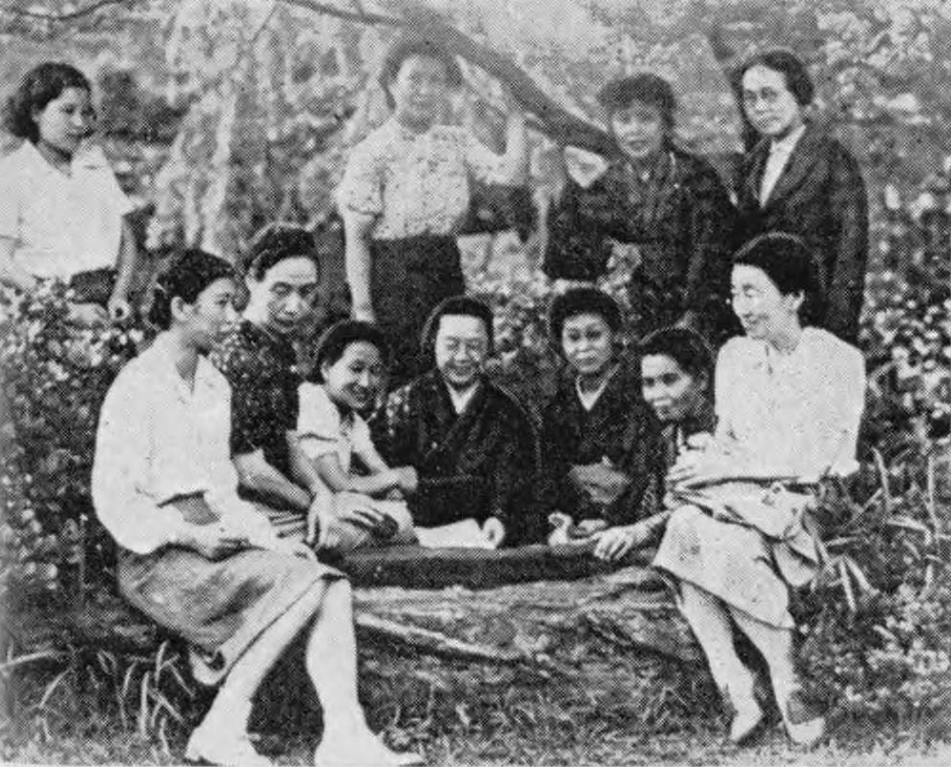
婦人民主クラブの中心メンバー（1946年撮影）。前列左から一人おいて、加藤シヅエ、厚木たか、宮本百合子、佐多稲子、櫛田ふき、羽仁説子。後列左から一人おいて、関鑑子、藤川幸子、山室民子。

羽仁吉一、羽仁もと子の娘として東京に生まれる。自由学園を卒業、『婦人之友』記者、自由学園教授などを務める。森五郎（羽仁五郎）と結婚。
1945年11月、羽仁、加藤シヅエ、宮本百合子、佐多稲子、山本杉、赤松常子、山室民子、松岡洋子の8人が呼びかけ人となり、婦人団体結成に向けた運動を開始。準備会が重ねられ、1946年3月16日、「婦人民主クラブ」の創立大会が神田共立講堂で行われた。初代委員長には松岡が就いた。
1952年、日本子どもを守る会の発足に参加、1958年 - 1988年同会第２代会長。中産階級的リベラリズムの立場にたち、女性運動、児童福祉、性教育などに活動、発言した。
1960年に行われた参議院千葉県補欠選挙に無所属で立候補するが落選した。
1962年4月14日、安保闘争に関わった女性たちによって「日本婦人会議」が設立され、議長には羽仁、田中寿美子、松岡洋子、岸輝子、深尾須磨子、高田なほ子、野口政子、田所八重子ら8人が就任した。
同年10月19日、羽仁、平塚らいてう、いわさきちひろ、野上弥生子、岸輝子、桑沢洋子、櫛田ふき、深尾須磨子、壺井栄ら32人の女性の呼びかけにより「新日本婦人の会」が結成された。
1967年4月に行われた東京都知事選挙では、社会・共産推薦候補の美濃部亮吉を応援。選挙公報に記された支持者一覧に名を連ねた。
1971年4月に行われた東京都知事選挙でも美濃部を応援。選挙公報に記された支持者一覧に名を連ねた。
1979年4月に行われた東京都知事選挙では、元総評議長の太田薫の推薦人に名を連ねた。
進歩的文化人として活躍した羽仁だったが、戦時中は「女性にとって協同生活への関心は天性のものである。扶けることの喜びを無上の幸福とする心、それはわが子、わが夫のために犠牲となることの出来る心である」（昭和十九年三月『教育』誌掲載）、「赫々たる皇軍の戦果が伝えられるたびに私ども女性は深く思いをめぐらして祖国の明日のために、大いなる国力を貯えねばならないという責任をひしひしと感じます。それが戦いの庭にたたぬものの使命であると信じます」（昭和十七年四月『愛情』誌掲載「大東亜戦争下に於ける婦人の使命」）という発言をしていた。羽仁に対し、『進歩的文化人　学者先生戦前戦後言質集』（全貌社、昭和32年）は「女性の犠牲心を説いた婦人評論家」という副題を付けている。
説子は五郎と結婚する前に、肺を病む男性を慕っていたが、母のもと子の説得（「母の激しい干渉」）により彼との仲を断念する。この失恋について作家の森まゆみは、「娘は母との激しい葛藤を経て自立していくが、説子にもそうした時期があったことを知って、筆者は納得と安堵を感じる。説子があの影響力の強い、カリスマである母もと子から別れ、自由学園という事業を継承せず、評論家として自立したことはそういう経緯があったからだろう」と記している。
1987年7月10日、死去。墓所は雑司ヶ谷霊園。

## 著書
- 新しき日のために （藤花書院, 1947年）
- 女性のたたかいに 現代女性はなにをなすべきか （日新書院, 1948年）
- シーボルトの娘たち （創生社, 1948年）
- 愛情と幸福とともに （住吉書房, 1949年）
- 性教育読本 （世界評論社, 1949年）
- 女性のための政治論 （三元社, 1949年）
- 青春をどう生きるか （大日本雄弁会講談社, 1950年）
- 婦人読本 （実教出版, 1950年）
- ナースと読書 （医学書院, 1952年）
- 生活の科学 （要書房, 1953年）
- 新しい女性の生き方 （河出新書, 1953年）
- 母はヨーロッパに 東京の娘への手紙 （光文社, 1954年）
- 友情 しんせつな仲間 （牧書店, 1955年）
- 性について （河出新書, 1955年）
- 新しい女性の教養 （河出新書, 1955年）
- 新しい女らしさをもとめて （知性社, 1958年）
- 新しい家庭科 これからの技術・家庭科をどうすすめていくか （牧書店, 1959年）
- 幼児の見かた育てかた （あすなろ書房, 1962年）
- 私の受けた家庭教育 羽仁もと子の思出 （婦人之友社, 1963年）
- 青春をどう生きるか （講談社（ミリオン・ブックス）, 1965年）
- 愛と生活の設計 （実業之日本社, 1965年）
- 新しい性について 子どもの質問や相談にどう答えるか （あすなろ書房, 1965年）
- 私の育てた三人の子 子どもの成長と家庭教育 （あすなろ書房, 1966年）
- 子どもの性の質問にどう答えるか 幼児期から思春期まで （あすなろ書房, 1967年）
- 小さな友へ 1-4 （あすなろ書房, 1968年）
- 人間として女性として （三省堂, 1970年）
- 思春期 ゆたかな人生への出発 （筑摩書房, 1972年）
- 子どものしあわせとは 知性豊かな子どもを育てよう （三晃書房, 1973年）
- 幼児教育の発見 （大月書店（国民文庫）, 1973年）
- しあわせにつながるもの （大和書房, 1974年）
- 幼年教育五十年 子どもは未来のもの （草土文化, 1975年）
- 知的ママは育児が苦手 娘におくるおばあちゃんの才覚 （青春出版社, 1977年）
- わが子を生かす家庭教育 親が子どもをダメにする （ナツメ社, 1978年）
- 妻のこころ 私の歩んだ道 （岩波新書, 1979年）
- 羽仁説子の本 （全5冊 草土文化, 1980年）
- 愛と希望とたたかいと （三省堂選書, 1982年）
- 女の盲点 （文化出版局, 1982年）
- 人間としての出発 （あゆみ出版, 1984年）

## 共編著
- 新しい育児百科 （松田道雄共編 日本評論社, 1950年）
- 家庭科辞典 （弘文堂（アテネ文庫）, 1953年）
- 新しい保育園の運営 （博文社, 1955年）
- 新しい女性 （全5巻 阿部知二, 石垣綾子共編 河出書房, 1956年）
- 交際読本 新しい人間関係にたって （丸岡秀子, 望月衛共編 読売新聞社, 1962年）
- 母と子のためのベトナムのはなし （宗像誠也, 尾崎陞共編 労働旬報社, 1968年）
- 子どものしあわせとは　音楽の情操教育 続 （羽仁協子共著 三晃書房, 1974年）
- 国際児童年ハンドブック 花には太陽を （現代史出版会, 1979年）
- 教科書の検定 （星野安三郎共編 四星社, 1982年）